# Jeppe Tverskov
Jeppe Theis Tverskov (Copenhague, Dinamarca, 12 de marzo de 1993) es un futbolista danés. Juega como defensa central y su equipo actual es el San Diego FC de la Major League Soccer, de cara a la temporada inaugural del club.

## Trayectoria
Jeppe Tverskov, nacido en Copenhague, comenzó su carrera futbolística en Boldklubben 1903 (B 1903) a la edad de tres años. A los 17 años, fue promovido al primer equipo bajo la dirección de Bent Christensen, donde destacó rápidamente, disputando 24 partidos y anotando siete goles en su primera temporada, lo que le valió ser nombrado Jugador del Año en el club.
En 2011, Tverskov se unió a Lyngby BK, donde jugó con otros jóvenes talentos como Yussuf Poulsen y Christian Nørgaard. Hizo su debut profesional en 2012 y marcó su primer gol en 2014 durante una victoria por 3-0 contra Hvidovre IF. En 2014, firmó con Randers FC, debutando en un partido de la Copa de Dinamarca y contribuyendo a que su equipo se clasificara para la UEFA Europa League.
En 2016, Tverskov se trasladó a Odense BK (OB) tras la expiración de su contrato con Randers. Hizo su debut con OB en la temporada 2016-17 de la Superliga, comenzando en un empate 0-0 contra Silkeborg. En 2023, firmó con FC Nordsjælland, donde firmó un contrato hasta junio de 2025.
En marzo de 2024, se anunció que Tverskov se uniría a San Diego FC de la Major League Soccer (MLS) para su temporada inaugural en 2025, firmando un contrato de dos años hasta 2026, que entrará en vigor el 1 de enero de 2025.

## Estadísticas
Actualizado al último partido disputado el 20 de mayo de 2024.
| Club             | Temporada        | Liga             | Liga     | Liga  | Copa     | Copa  | Internacional | Internacional | Total    | Total |
| Club             | Temporada        | División         | Partidos | Goles | Partidos | Goles | Partidos      | Goles         | Partidos | Goles |
| ---------------- | ---------------- | ---------------- | -------- | ----- | -------- | ----- | ------------- | ------------- | -------- | ----- |
| Lyngby           | 2012-13          | Primera División | 5        | 0     | —        | —     | —             | —             | 5        | 0     |
| Lyngby           | 2013-14          | Primera División | 30       | 2     | 4        | 0     | —             | —             | 34       | 2     |
| Lyngby           | Total            | Total            | 35       | 2     | 4        | 0     | —             | —             | 39       | 2     |
| Randers          | 2014-15          | Superliga        | 16       | 1     | 3        | 2     | —             | —             | 19       | 3     |
| Randers          | 2015-16          | Superliga        | 22       | 2     | 2        | 0     | 3             | 0             | 27       | 2     |
| Randers          | Total            | Total            | 38       | 3     | 5        | 2     | 3             | 0             | 46       | 5     |
| Odense BK        | 2016-17          | Superliga        | 34       | 0     | 2        | 0     | —             | —             | 36       | 0     |
| Odense BK        | 2017-18          | Superliga        | 26       | 1     | 2        | 0     | —             | —             | 28       | 1     |
| Odense BK        | 2018-19          | Superliga        | 35       | 1     | 5        | 0     | —             | —             | 40       | 1     |
| Odense BK        | 2019-20          | Superliga        | 30       | 1     | 2        | 0     | —             | —             | 32       | 1     |
| Odense BK        | 2020-21          | Superliga        | 29       | 3     | 3        | 0     | —             | —             | 32       | 3     |
| Odense BK        | 2021-22          | Superliga        | 26       | 0     | 7        | 0     | —             | —             | 33       | 0     |
| Odense BK        | 2022-23          | Superliga        | 30       | 2     | 1        | 0     | —             | —             | 31       | 2     |
| Odense BK        | Total            | Total            | 210      | 8     | 22       | 0     | —             | —             | 232      | 8     |
| Nordsjælland     | 2023-24          | Superliga        | 32       | 4     | 4        | 0     | 10            | 1             | 46       | 5     |
| Total de carrera | Total de carrera | Total de carrera | 315      | 17    | 35       | 2     | 14            | 1             | 363      | 20    |